# Lispe biseta
Lispe biseta är en tvåvingeart som beskrevs av Stein 1913. Lispe biseta ingår i släktet Lispe och familjen husflugor. Inga underarter finns listade i Catalogue of Life.